# Csáfordjánosfa
Csáfordjánosfa is een plaats (község) en gemeente in het Hongaarse comitaat Győr-Moson-Sopron, gelegen in het district Sopron. Csáfordjánosfa telt 199 inwoners (2015).

## Afbeeldingen

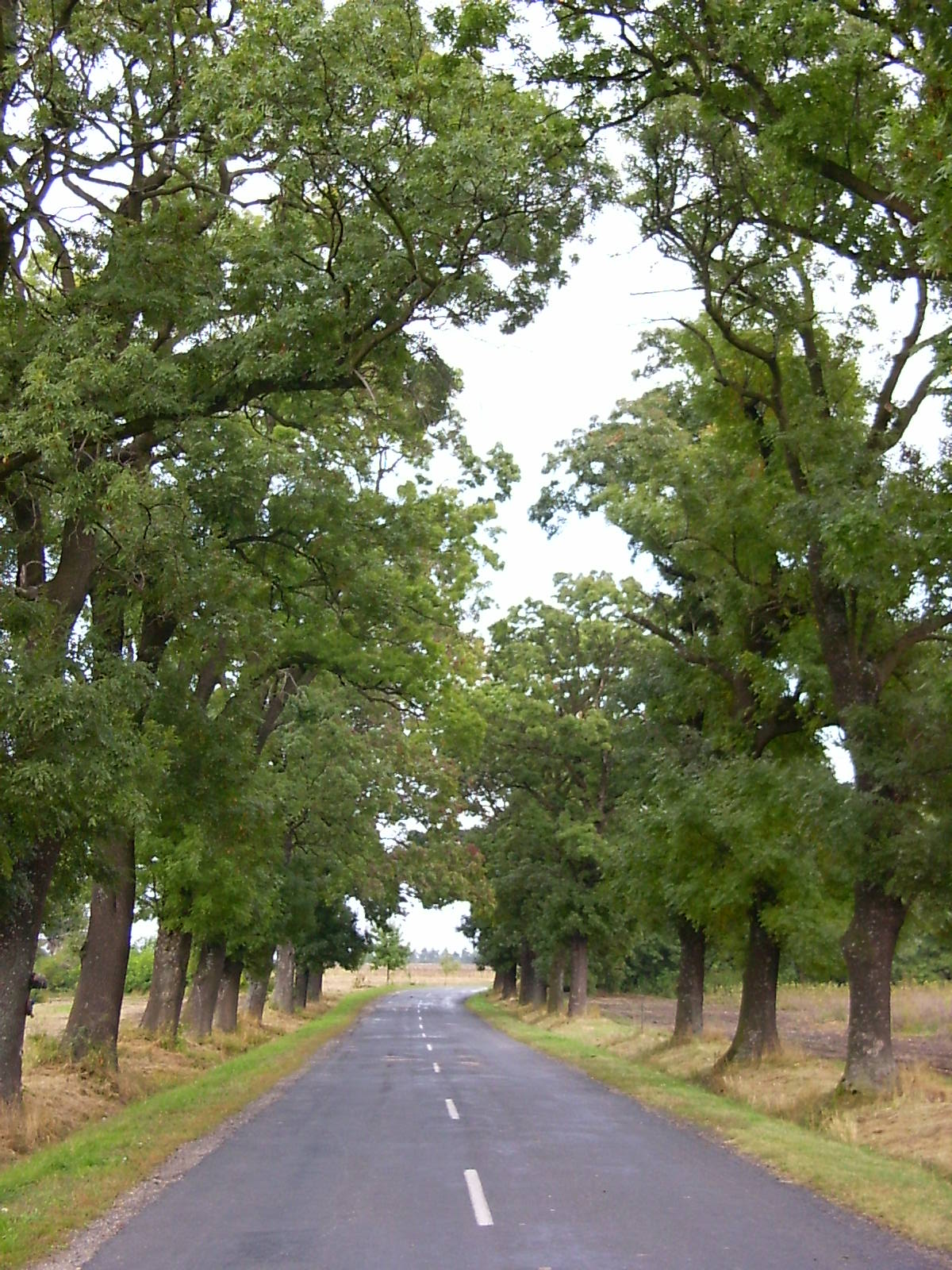
150 jaar oude essenboom op weg naar het dorp
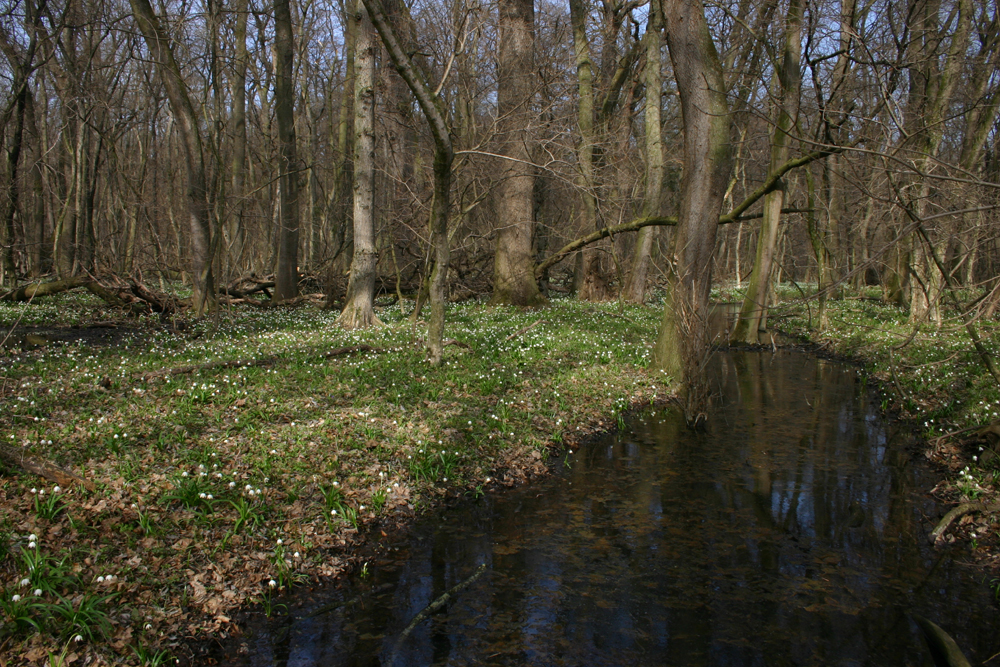
Beschermd bos met lenteklokjes